# Kalamity Jen
Kalamity Jen (v anglickém originále Calamity Jen) je druhý díl první série britského sitcomu z prostředí informačních technologií Ajťáci. Poprvé byla epizoda odvysílána 3. února 2006 na stanici Channel 4.

## Synopse
Majitel firmy Reynholm Industries Denholm Reynholm vyhlašuje válku stresu. Kdo ze zaměstnanců bude na konci pracovního dne ve stresu, bude okamžitě vyhozen. Nejblíže má k tomu Jen Barber, nová vedoucí IT, která se více než o své oddělení zajímá o nové boty. Maurice Moss mezitím vymýšlí způsob, jak oznámit požár, který vypukl na pracovišti – v kanceláři IT.

## Příběh
Denholm Reynholm apeluje na své zaměstnance v otázce stresu. V moderním cyklistickém trikotu seznamuje své zaměstnance s výhodami zdravého pohybu. Doporučuje jim schůzku s uznávaným odborníkem na stres, jehož pozval do firmy. Většina podřízených se staví k meetingu vlažně, dokud Reynholm nesdělí, že občerstvení je zdarma. Důrazně poznamená, že kdo bude na konci pracovního dne stresován, dostane vyhazov.
Přednášku naruší Roy Trenneman a Maurice Moss. Lektor předvádí funkci přístroje – stresmetru na jedné z dobrovolnic a Roy ji vyleká a způsobí psychickou újmu. Tím rozruší i lektora, který neovládne svou skrytou agresivitu a posléze jej u výtahu napadne. Roy má však rychlé nohy a uteče i se stresmetrem.
Jen uviděla ve výloze krásné červené boty a ty jí leží v hlavě i během pracovní schůzky. Nakonec to nevydrží a jde si je koupit, i když jsou jí malé. Ve spolupráci s prodavačkou se po velkém úsilí podaří lodičky nazout. Následná muka ji donutí boty záhy sundat a odhalit tak znetvořené prsty na nohou. Když prochází kolem japonského hosta, jehož Denholm Reynholm obdaroval těžkými kanadami, Japonec jí nechtěně dupne na nohu. Jen zaúpí bolestí a od plic Japonci řekne, co si o něm myslí. Všechny vulgární výrazy stihne vypípat jeden ze zaměstnanců, za což je následně Denholmem povýšen. Nicméně Jeniny výroky japonskému šéfovi pošeptá pohotový překladatel a z lukrativní obchodní transakce díky tomu sejde. Denholm je s Jen nespokojen a pozoruje na ní známky stresu. Dá jí ultimátum, přijde vyzkoušet její reakce na stres.
Moss si sestrojuje svůj vlastní stresmetr. Roy odchází z kanceláře a varuje Mosse, aby se něco nestalo. Zejména upozorňuje před požárem, jenž Moss v minulosti způsobil. Nebyl by to zmatkař Maurice, kdyby se mu to nepodařilo znovu. Nejprve oheň ignoruje a teprve později se rozhodne zasáhnout. Pokus oheň uhasit selže, naopak se vznítí i hasicí přístroj. Moss si přečte informaci na přístroji (Made in Britain) a dovtípí se, proč k selhání došlo.
Snaží se oznámit požár telefonicky, ale vzhledem ke změně čísla hasičů neuspěje. Pošle jim tedy e-mail a dál v klidu pracuje.
Do kanceláře se vrací Roy s Jen a zakrátko začne vřava, v suterénu pátrá Denholm po Jen. Nalezne ji u sebe v kanceláři a provede jí test na stres. Kupodivu přístroj nevykazuje žádné známky stresu. Denholm odchází na golf a cestou ocení pěkný spořič obrazovky – ve skutečnosti zamaskovaný oheň. Moss přijde na to, proč stresmetr nefungoval: Made in Britain.
Dorazí hasiči, na což doplatí ten, jenž se dovolával jejich pomoci – Moss. Zachranář totiž prudce otevře dveře v okamžiku, kdy se k nim řítí Moss, a ten se od nich odrazí a spadne.

## Kulturní reference
- název epizody je odkazem na ženu známou jako Calamity Jane.
- japonský boss zmíní Godzillu, příšeru z filmu Godzilla (film, 1954).[2][3]
- Roy má na sobě tričko s motivem z videohry Space Invaders.[2][4]